# Смотрич (річка)
Смо́трич — річка в Україні, в межах Хмельницької області. Ліва подільська притока Дністра (басейн Чорного моря).

## Опис

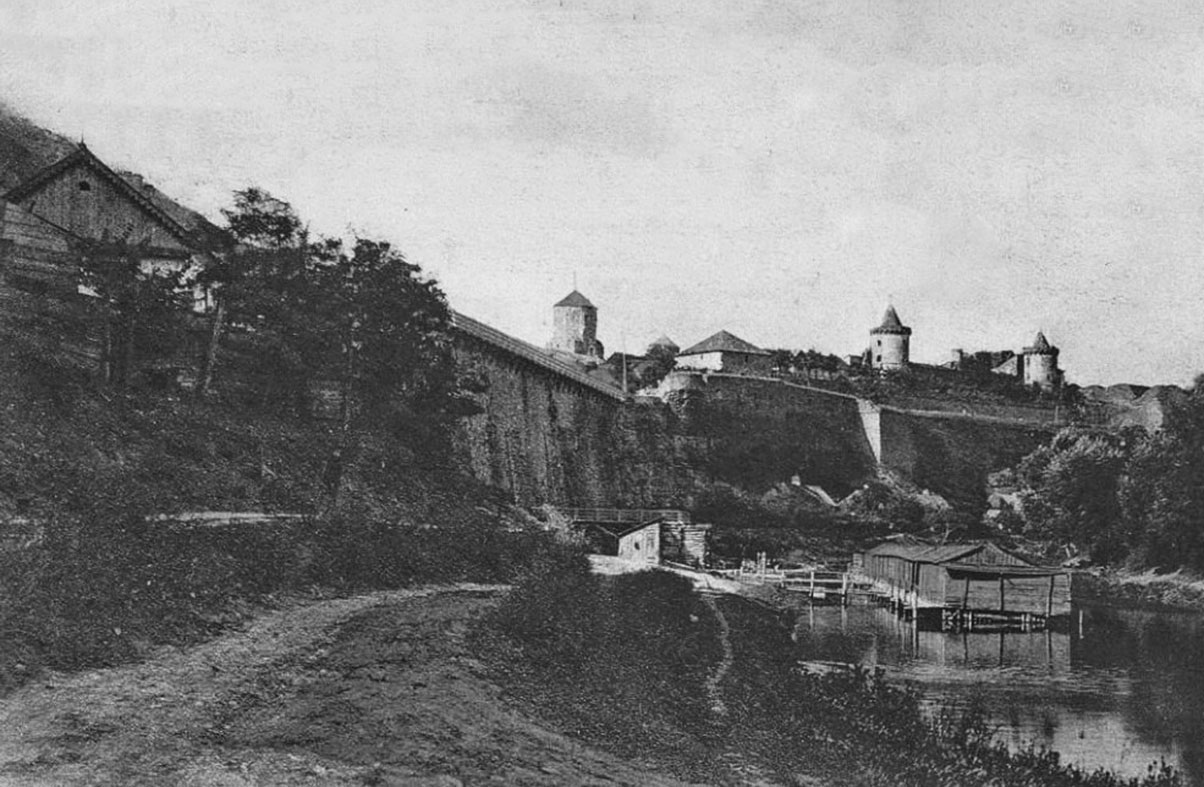
Смотрич під Кам'янець-Подільською фортецею, бл. 1910

Довжина 169 км, сточище 1800 км². Річище звивисте, у пониззі утворює два рукави. Переважна ширина річища 10—15 м, найбільша — 40 м. Долина переважно вузька, в багатьох містях каньйоноподібна. Похил річки 1,3 м/км. Заплава часто переривчаста, завширшки до 0,6 км; подекуди звужується до 20—50 м. 
Річка придатна для сплаву від смт Смотрич до гирла. 

## Розташування
Смотрич бере початок з джерел поблизу села Андрійківці. Тече переважно на південь Подільською височиною. Впадає до Дністра на південний захід від села Устя.

## Притоки
- Сквила — права
- Потік Сорока — права
- Тростянець — ліва
- Біла Криниця — права
- Чорнивідка — ліва
- Двоятинка — ліва
- Яромирка — права
- Батіжок (Потік Батяг) — права
- Річка без назви - права. Бере початок на північно-східній стороні від села Оринин. Тече переважно на південний схід через село Залісся Друге і впадає у Смотрич на північній околиці села Голосків. Довжина річки 10 км, площа басейну водозбору 27,8 км².[2]
- Річка без назви - ліва. Бере початок на південно-західній стороні від села Нестерівці. Тече переважно на північний захід через село Лисогірку й впадає у Смотрич у селі Великий Карабчіїв. Довжина річки 16 км, площа басейну водозбору 92,4 км². [3]

## Населені пункти над Смотричем

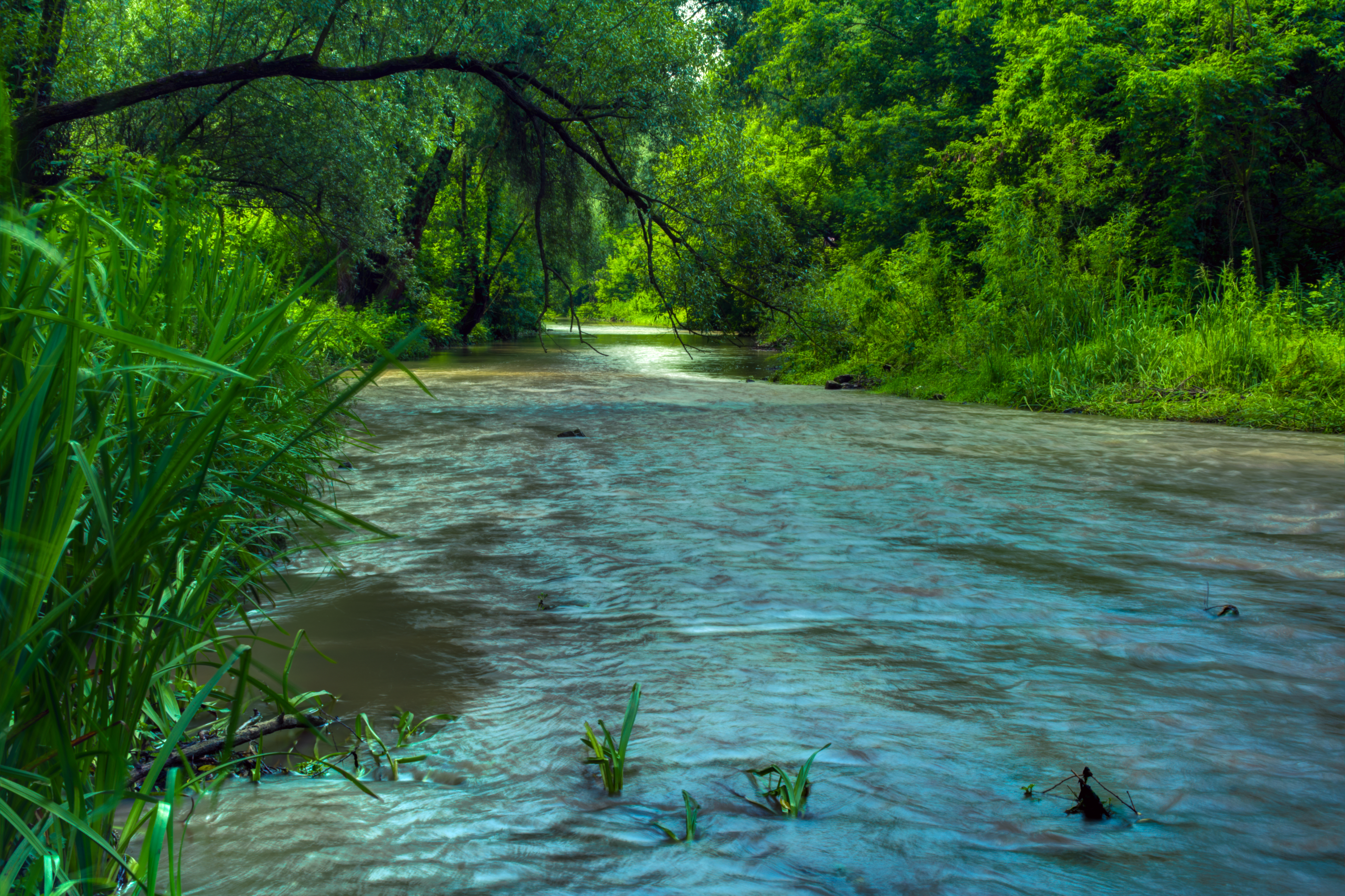
Річка Смотрич у Камя'янці-Подільському

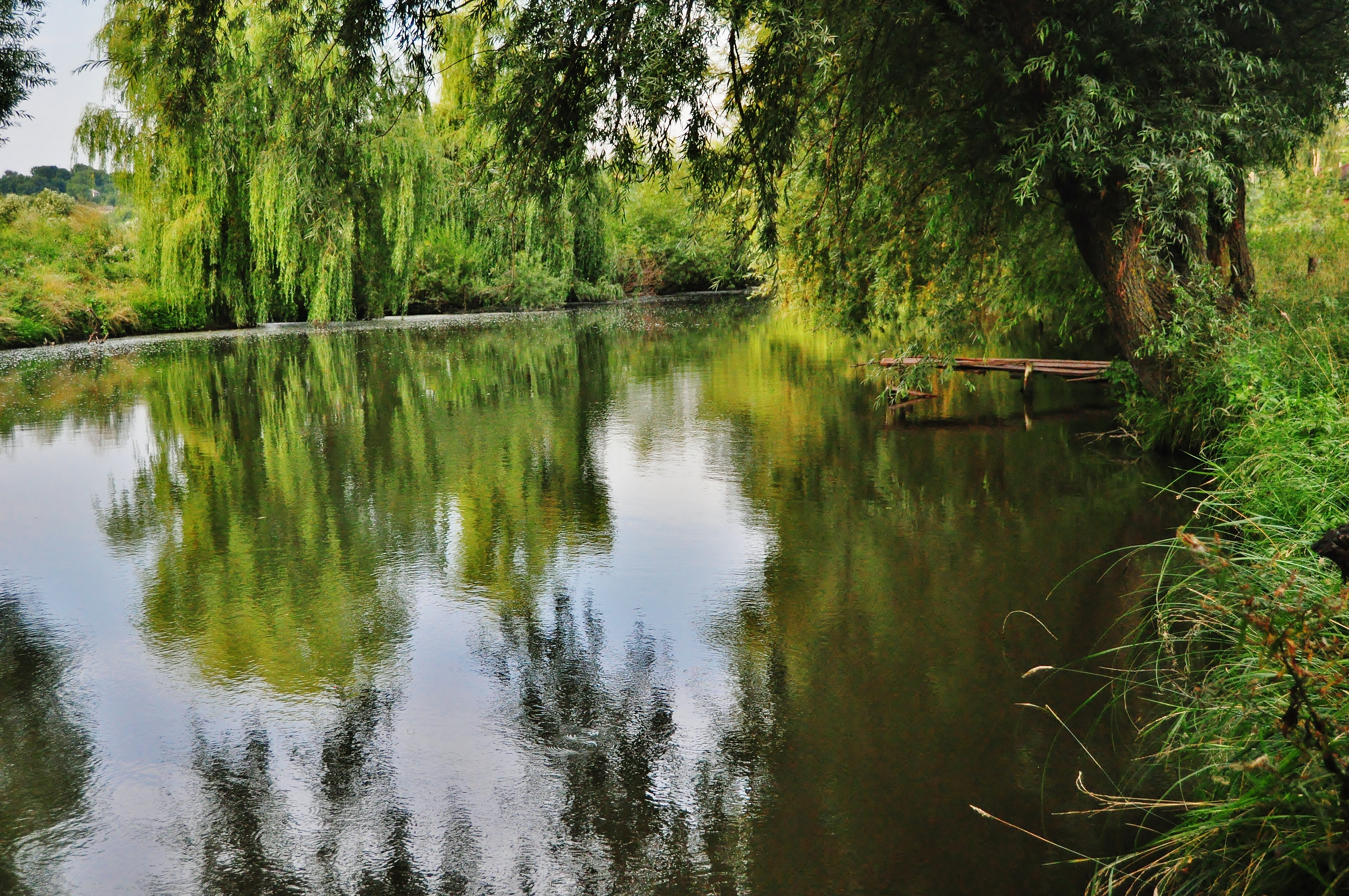
Річка Смотрич нижче дамби в м. Городку

На Смотричі — міста Городок і Кам'янець-Подільський. У петлях Смотричу розташовані Старе місто, Польські фільварки та Руські фільварки Кам'янця-Подільського. Безпосередньо на берегах Смотричу розкинулися вулиці: на лівому березі — Білановецька набережна, Смотрицька, Онуфріївська, Річна, на правому березі — Зіньковецька набережна, Видрівка (колись — село), Руська, Карвасари (колись — містечко). У Кам'янці-Подільському через Смотрич споруджено один з найвищих в Україні мостів — «Стрімка Лань».
На берегах Смотричу лежать села Хмельницького району: на північ від Городка — Варівці, Остапківці, Шишківці, Кузьмин, Новосілка, Бедриківці; на південь від Городка — Лісогірка, Купин, Мала Левада, Велика Левада, Великий Карабчіїв, Грицьків. На берегах річки у Кам'янець-Подільському районі: село Ріпинці, смт Смотрич, села Михівка, Карачківці, Черче, Залуччя. Нижче по течії на берегах Смотричу лежать села: на північ від Кам'янця-Подільського — Думанів, Киселівка, Великозалісся, Голосків, Пудлівці; на південь від Кам'янця-Подільського — Смотрич, Цибулівка, Зубрівка, Панівці, Шутнівці, Цвіклівці Перші; при впадінні в Дністер — Устя.

## Цікаві факти
- За селом Остапківці річка на довжині близько 3 км протікає через Остапковецький ліс та через урочище «Камлай» у ньому.
- 10 км перед Кам'янцем-Подільським починається Смотрицький каньйон. Вапнякові стінки сягають 50 м. Там же постійні та сезонні водоспади, реліктові рослини на берегах і на скельних утвореннях.
- Уздовж долини Смотричу розташовані мальовничі Товтри — залишки прадавніх коралових рифів у вигляді гостро виступаючих пагорбів.
- У пониззі Смотричу є мальовничий панорамний заказник Пановецька дача.
- Леонід Сабанєєв (1844—1898) у книзі «Життя і лов прісноводних риб» писав: «Флора і фауна річки Смотрич — притоки Дністра — найбагатша серед усіх малих річок, які впадають у Дністер».